# Hôpital Henry-Ford
Pour les articles homonymes, voir HFH.
L'hôpital Henry-Ford (en anglais, Henry Ford Hospital ou HFH) fait partie des centres de santé Henry-Ford, basés à Détroit, dans l'État du Michigan aux États-Unis. Fondé en 1915 par le pionnier de l'automobile Henry Ford, l'hôpital comporte 903 lits et seuls les médecins qui sont membres du Groupe de médecine Henry-Ford peuvent s'y intégrer. Aujourd'hui, on dénombre plus de 1 000 médecins et scientifiques dans ce groupe dont l'organisation est inspirée des modèles de la clinique Mayo (Mayo Clinic), de l'hôpital Johns-Hopkins et de la clinique de Cleveland.
L'hôpital Henry-Ford inclut un centre de traumatologie de premier plan où l'on gère un des services des urgences les plus fréquentés du Michigan et où sont traités annuellement près de 100 000 patients.
Les médecins de l'hôpital pratiquent différents types de transplantations, dont celles du cœur, des poumons, des reins, de la moelle osseuse, du pancréas et du foie. On y dirige le plus important programme de prostatectomie robotique du monde; la chirurgie robotique de la prostate a d'ailleurs été créée à l'hôpital Henry-Ford et actuellement, plus de 4 000 hommes ont reçu avec succès ce genre d'opération chirurgicale. Le centre hospitalier dispose aussi du plus important institut de neuroscience de sa région et l'un des plus reconnus des États-Unis. On y propose également un programme de formation médicale majeur, dans lequel plus de 700 résidents suivent des stages parmi 40 spécialités. Aussi, un tiers des médecins du Michigan ont reçu une formation à l'hôpital Henry-Ford dont le programme d'enseignement universitaire se trouve parmi les plus notables au pays. De ce fait, l'hôpital est régulièrement classé par l'U.S. News & World Report comme étant l'un des meilleurs établissements de santé des États-Unis, et il figure au sein des 6 % des établissements financés par l'organisme National Institutes of Health.

## Histoire

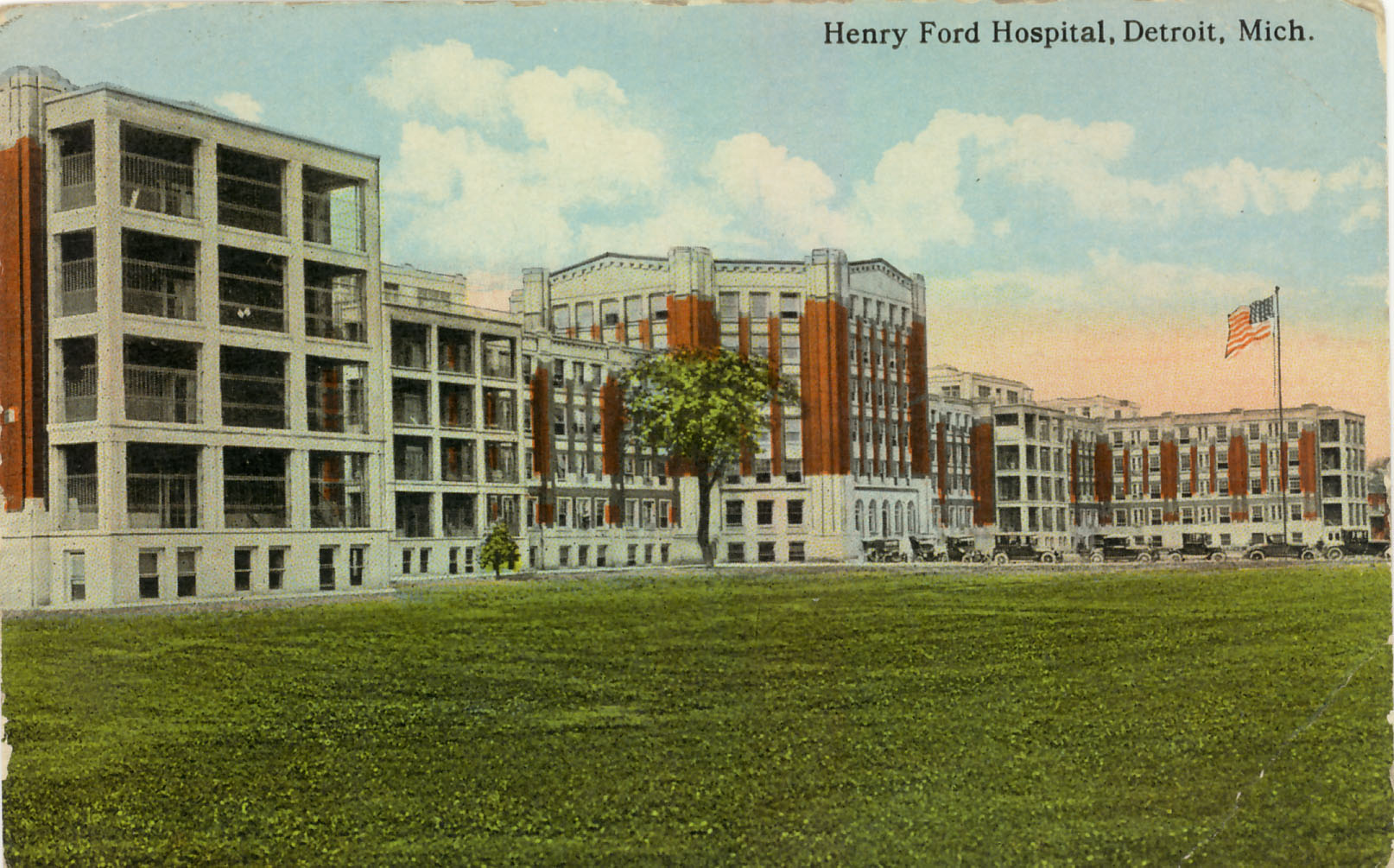
L'hôpital Henry-Ford vers 1920.

L'hôpital Henry-Ford, construit sur un emplacement d'une superficie de 81 000 m2 et situé à ce qui était autrefois la périphérie de Détroit, sur West Grand Boulevard, a ouvert ses portes aux patients en octobre 1915; un bâtiment particulier en accueillait alors 48 et plusieurs autres bâtiments de plus petite taille abritaient le pavillon de chirurgie, le centre de recherche, les cuisines, le service de buanderie, la centrale d'énergie électrique et le garage.
Au cours des deux années qui ont suivi l'ouverture de l'hôpital, la construction d'un bâtiment plus grand débuta. En 1918, pendant que les membres du personnel faisaient leur service militaire, l'édifice inachevé fut mis à la disposition du gouvernement fédéral et il servit d'hôpital général nº 36 de l'armée américaine. On y soignait alors les militaires revenus de la Première Guerre mondiale. Après la guerre, la construction du bâtiment de 50 000 pi² (4 600 m²) fut complétée et, en 1921, l'hôpital rouvrit doté de 500 nouveaux lits destinés à la population alors grandissante de Détroit.
Le 4 juillet 1932, l'artiste mexicaine Frida Kahlo y fait une fausse couche, expérience traumatique qu'elle illustre dans L'Hôpital Henry Ford, réalisé alors qu'elle est en convalescence dans l'établissement.
De nos jours, les centres de santé Henry-Ford comptent près de 30 centres médicaux ainsi que sept hôpitaux dans les banlieues de Détroit, et un nouvel hôpital de 360 millions de dollars qui comportera 300 lits est actuellement en construction à West Bloomfields dans le Michigan. Ils comprennent aussi une division de soins de santé communautaire procurant l'accès aux soins palliatifs, prolongés et à domicile de même que l'accès aux services de dialyse, et ils gèrent 19 lunetteries, 18 pharmacies et une pharmacie spécialisée.
Voici quelques statistiques relatives aux centres de santé Henry-Ford : 
- 17 489 employés à plein temps, dont 3 632 infirmières (395 venant du Canada) et 3 883 professionnels de la santé affiliés, soit un total d'environ 21 500 employés.
- Le groupe de médecine Henry-Ford réunit des médecins et des scientifiques de 60 pays.
- 3,1 millions de visites médicales annuelles et plus de 78 000 opérations chirurgicales effectuées sur des patients externes annuellement.
- 93 000 patients admis annuellement dans les hôpitaux des centres de santé Henry-Ford.
- Revenu : 3,2 milliards de dollars; bénéfice net : 134 millions de dollars; actes non rémunérés : 104 millions de dollars (données de l'année 2006).
- Plus d'un million de résidents du Sud-Est du Michigan y reçoivent des soins.
- Plus de 40 % des patients ont 50 ans ou plus.
- 20 % des soins ambulatoires et 10 % des soins de courte durée du sud-est du Michigan sont donnés aux centres de santé Henry-Ford.

## Médecin éminent de l'hôpital Henry-Ford
- Louis Saravolatz